# Michelangelo – Inferno und Ekstase
Michelangelo – Inferno und Ekstase ist ein Historienfilm des britischen Regisseurs Carol Reed aus dem Jahre 1965. Er basiert auf dem biographischen Roman von Irving Stone.

## Inhalt
Im Jahre 1505 beauftragt Papst Julius II. den berühmten Renaissance-Künstler Michelangelo Buonarroti, für ihn ein monumentales Grabmal zu entwerfen. Als der Papst von einem siegreichen Feldzug nach Rom heimkehrt, überlegt er es sich im Zuge des Petersdom-Neubaus anders und erteilt ihm nun den Auftrag die Decke der Sixtinischen Kapelle neu auszumalen. Michelangelo ist entsetzt über den Umschwung des Papstes, da er der Ansicht ist, die Malerei sei nicht sein Fach. Um seine Feinde, darunter Donato Bramante, am päpstlichen Hof zu schwächen, nimmt er schließlich widerwillig an. Währenddessen bricht im Kirchenstaat der Krieg aus, da französische Truppen in Italien einmarschierten und die päpstliche Stadt Bologna erobern. Michelangelo beginnt zunächst die Kapelle mit den zwölf Aposteln und den dazu passenden Ornamenten auszumalen. Von Selbstzweifeln geplagt, zerstört er sein Werk eigenhändig und flüchtet in die Berge von Carrara. Als er Zuflucht in einer Höhle findet, bemerkt er eine seltsame Wolkenformation, die ihm als Inspiration dient: nun weiß er endlich, wie er die Decke der Sixtina gestalten will. Hunderte Figuren sollen jetzt die Decke säumen, die die Geschichte der Genesis von der Schöpfung bis zur Sintflut verkörpern sollen, mit zusätzlichen Bildnissen von Propheten und Sibyllen und den Vorvätern Christi. Er begibt sich zurück nach Rom, der Papst ist begeistert und genehmigt die neue Idee. Da sich der Auftrag in die Länge zieht, wird der Papst zunehmend ungeduldiger, was zur Folge hat, dass Michelangelo noch exzessiver arbeitet, dabei vorübergehend erblindet und vom Gerüst stürzt. Nach einer langen Erholungspause überwirft er sich mit dem Papst, der dann sogar geneigt ist, Raffael Santi den Auftrag zu erteilen, das Werk zu beenden. Durch Vermittlung von Kardinal Giovanni de Medici und seiner Schwester Contessina de Medici, Frau des Grafen Piero Ridolfi gelingt es, den Papst umzustimmen, und Michelangelo vollendet sein Werk.

## Auszeichnungen (Auswahl)
Der Film war 1966 in fünf Kategorien für den Oscar nominiert: für die Beste Filmmusik (Alex North), das Beste Szenenbild für einen Farbfilm, den Besten Ton, die beste Farbfilmkamera und das beste Farbfilmkostümdesign. Letztlich ging er jedoch in allen Kategorien leer aus, weil Filme wie Doktor Schiwago oder Meine Lieder – meine Träume ausgezeichnet wurden.
Die Produktion erhielt 1966 den David di Donatello als Bester ausländischer Film.

## Kritiken
- „Aufwendige Verfilmung eines der größten Kulturereignisse der Neuzeit […]. Das setzt Regisseur Reed […] umständlich und episch in eine Filmhandlung um, die den Künstlerakt mit Zeitkolorit und romantischem Liebesgeschehen verbindet; dick aufgetragen sind nicht nur die Farben, sondern auch die Emotionen.“ (Wertung: durchschnittlich) – Adolf Heinzlmeier und Berndt Schulz in Lexikon „Filme im Fernsehen“(Erweiterte Neuausgabe). Rasch und Röhring, Hamburg 1990, ISBN 3-89136-392-3, S. 566/567

- „Aufwendig ausgestattet und beachtlich gespielt. Der Versuch, den Charakter des Künstlers auszuloten, gelingt allerdings nur ungenügend. Auch die Spannung zwischen Papst und Künstler erreicht nur stellenweise die nötige Tiefe.“ – „Lexikon des internationalen Films“ (CD-ROM-Ausgabe), Systhema, München 1997

Die Filmbewertungsstelle Wiesbaden verlieh der Produktion das Prädikat wertvoll.

## Historische Personen
Im Film zu sehen sind Contessina di Lorenzo de’ Medici (1478–1515), Frau des Pfalzgrafen Piero Ridolfi († 1525) und Kardinal Giovanni di Lorenzo de’ Medici (1475–1521), der in 1513 zum Papst Leo X. gewählt wurde. Beide waren Kinder von Lorenzo il Magnifico (1449–1492). Gräfin Contessina de’ Medici wird manchmal mit ihrer Urgroßmutter Contessina de’ Bardi (1390–1473), aus dem Hause de Bardi, Ehefrau von Cosimo de’ Medici verwechselt, die zum Zeitpunkt der Filmhandlung nicht mehr lebte.